# Peruanische Basketballnationalmannschaft der Damen
Die peruanische Basketballnationalmannschaft der Damen ist die Auswahl peruanischer Basketballspielerinnen, welche die Federación Peruana de Basketball auf internationaler Ebene, beispielsweise in Freundschaftsspielen gegen die Auswahlmannschaften anderer nationaler Verbände, aber auch bei internationalen Wettbewerben repräsentiert. Der nationale Verband trat 1936 dem Weltverband Fédération Internationale de Basketball (FIBA) bei. Im November 2013 wurde die Mannschaft nicht in der Weltrangliste der Frauen geführt.
Peru nahm zwischen 1953 und 1983 insgesamt viermal an Weltmeisterschaften teil, im Jahr 1977 gewann das Nationalteam die Südamerikameisterschaften. 

## Internationale Wettbewerbe

### Peru bei Weltmeisterschaften
Die Mannschaft qualifizierte sich für vier der 18 Weltmeisterschaften. Bestes Abschneiden waren dabei die siebten Plätze bei den Weltmeisterschaften 1953 und 1964.
| - 1953: 7. Platz - 1957: 11. Platz - 1959: nicht qualifiziert - 1964: 7. Platz - 1967: nicht qualifiziert - 1971: nicht qualifiziert - 1975: nicht qualifiziert - 1979: nicht qualifiziert - 1983: 13. Platz | - 1986: nicht qualifiziert - 1990: nicht qualifiziert - 1994: nicht qualifiziert - 1998: nicht qualifiziert - 2002: nicht qualifiziert - 2006: nicht qualifiziert - 2010: nicht qualifiziert - 2014: nicht qualifiziert |

### Peru bei Olympischen Spielen
Bisher gelang es der Mannschaft nicht, sich für die olympischen Basketballwettbewerbe zu qualifizieren.

### Peru bei Amerikameisterschaften
Die Mannschaft qualifizierte sich bisher lediglich zu einer der zwölf Amerikameisterschaften; dabei belegte die Mannschaft im Jahr 1989 den achten Rang.
| - 1989: 8. Platz - 1993: nicht qualifiziert - 1995: nicht qualifiziert - 1997: nicht qualifiziert - 1999: nicht qualifiziert - 2001: nicht qualifiziert | - 2003: nicht qualifiziert - 2005: nicht qualifiziert - 2007: nicht qualifiziert - 2009: nicht qualifiziert - 2011: nicht qualifiziert - 2013: nicht qualifiziert |

### Peru bei Südamerikameisterschaften
Die peruanische Mannschaft nahm an 21 der 33 Südamerikameisterschaften teil und gewann 1977 den Titel, außerdem bis 1989 dreimal die Silbermedaille sowie fünfmal die Bronzemedaille. Seither konnte die Mannschaft nicht mehr an die Erfolge anknüpfen, nahm bis 2013 nur noch dreimal an den Meisterschaften teil und erreichte im Jahr 1999 noch einmal den vierten Rang.
| - 1946: nicht teilgenommen - 1948: Bronze - 1950: Bronze - 1952: 5. Platz - 1954: 4. Platz - 1956: 6. Platz - 1958: 4. Platz - 1960: 4. Platz - 1962: 5. Platz - 1965: Bronze - 1967: Bronze - 1968: 5. Platz - 1970: 6. Platz - 1972: Silber - 1974: 4. Platz - 1977: Südamerikameister - 1978: nicht teilgenommen | - 1981: nicht teilgenommen - 1984: Bronze - 1986: Silber - 1989: Silber - 1991: nicht teilgenommen - 1993: nicht teilgenommen - 1995: nicht teilgenommen - 1997: 7. Platz - 1999: 4. Platz - 2001: nicht teilgenommen - 2003: 6. Platz - 2005: nicht teilgenommen - 2006: nicht teilgenommen - 2008: nicht teilgenommen - 2010: nicht teilgenommen - 2013: nicht teilgenommen |

### Peru bei den Panamerikanischen Spielen
Die Mannschaft Perus nahm nur einmal an den Wettbewerben der Panamerikanischen Spiele teil und erreichte 1987 den sechsten Platz.
| - 1955: nicht teilgenommen - 1959: nicht teilgenommen - 1963: nicht teilgenommen - 1967: nicht teilgenommen - 1971: nicht teilgenommen - 1975: nicht teilgenommen - 1979: nicht teilgenommen | - 1983: nicht teilgenommen - 1987: 6. Platz - 1991: nicht teilgenommen - 1999: nicht teilgenommen - 2003: nicht teilgenommen - 2007: nicht teilgenommen - 2011: nicht teilgenommen |